# Parlamentsvalget i Australien 2022
Parlamentsvalget i Australien 2022 blev afholdt 21. maj 2022. På valg var hele Repræsentanternes Hus (det australske parlaments underhus) og 36 ud af i alt 76 pladser i Senatet (parlamentets overhus).
Premierminister Scott Morrisons konservative valgalliance The Coalition mistede sit flertal, og Morrison måtte gå af efter valget. Ny premierminister bliver Anthony Albanese som er leder af centrumvenstrepartiet Labor som blev det største parti ved valget.

## Repræsentanternes Hus
Valget til Repræsentanternes Hus foregik i 151 enkeltmandskredse. Optællingen af stemmer er ikke afsluttet.
Foreløbige resultater pr. 21. juni 2022 (149 af 151 mandater er endeligt afgjort):
| Parti                     | Mandater 2022 | Mandater 2019 | Ændring |
| ------------------------- | ------------- | ------------- | ------- |
| The Coalition             | 58            | 77            | −19     |
| Labor Party               | 77            | 68            | +9      |
| The Greens                | 4             | 1             | +3      |
| Centre Alliance           | 1             | 1             | 0       |
| Katter's Australian Party | 1             | 1             | 0       |
| Uafhængige                | 10            | 3             | +7      |
| I alt                     | 151           | 151           | 0       |

## Senatet
Der skulle vælges 40 ud af Senatets 76 mandater, mens 36 mandater ikke var på valg ved dette valg.
Foreløbige valgresultater pr. 21. juni 2022 (90,4 % optalt, ingen usikre pladser):
| Parti                  | Ikke på valg | Valgt 2022 | I alt |
| ---------------------- | ------------ | ---------- | ----- |
| The Coalition          | 17           | 15         | 32    |
| Labor Party            | 11           | 15         | 26    |
| Greens                 | 6            | 6          | 12    |
| One Nation             | 1            | 1          | 2     |
| Jacqui Lambie Network  | 1            | 1          | 2     |
| United Australia Party | 0            | 1          | 1     |
| David Pocock           | 0            | 1          | 1     |
| I alt                  | 36           | 40         | 76    |